# Les Saints
Les Saints (I Santi) est une nouvelle de l'écrivain italien Dino Buzzati, publiée en 1958 dans le recueil Sessanta racconti.
La traduction en français de cette nouvelle paraît pour la première fois en France en 1968 dans le recueil Les Sept Messagers. Elle n'est pas présente dans le recueil original italien I sette messaggeri.

## Résumé
Saint Gancillo arrive au paradis, nouvellement admis auprès de ses pairs après deux siècles durant lesquels le processus de canonisation a suivi son cours, un peu malgré lui, sans que réellement on y croie. En effet, ce n'est qu'après sa mort que les gens du village de Gancillo réalisèrent la grâce dans laquelle ce saint homme avait passé sa vie.
Lors de sa canonisation, son village se souvient de son saint du temps passé, mais la concurrence est rude entre le nouveau canonisé et saint Marcolino, réputé thaumaturge. Aussi, afin de ne pas tomber trop vite dans l'oubli, Gancillo essaie de se rappeler à ses bonnes âmes par des miracles, tantôt importants, tantôt poétiques, mais ceux-ci sont soit non reconnus, soit attribués à saint Marcolino. D'abord énervé de ne pas se voir reconnu par les âmes terrestres, jalousant un instant toute l'adoration vouée à Marcolino, il finit par trouver la paix en passant ses soirées avec son concurrent, partageant ainsi une joie simple.

## Éditions françaises
- In Les Sept Messagers, recueil de vingt nouvelles de Dino Buzzati, traduction de Michel Breitman, Paris, Robert Laffont, coll. « Pavillons », 1968
- In Les Sept Messagers, Paris, UGE, coll. « 10/18. Domaine étranger » no 1519, 1982  (ISBN 2-264-00478-9)